# Rep'ëvskij rajon
Il Rep'ëvskij rajon (in russo Репьёвский район?) è un rajon dell'Oblast' di Voronež, in Russia; il capoluogo è Rep'ëvka. Istituito nel 1928, ricopre una superficie di 940 km².